# Degtjarsk
Degtjarsk (ryska Дегтя́рск) är en stad vid floden Vjazovka väster om Jekaterinburg i Sverdlovsk oblast i Ryssland. Folkmängden uppgår till cirka 16 000 invånare.

## Historia
Degtjarsk grundades på 1800-talet. Stadsrättigheter erhölls 1954.
Degtjarsk blev känt 1960 i samband med den så kallade U-2-affären när ett amerikanskt Lockheedplan blev nedskjutet av en S-75 Dvina-raket i närheten av staden.